# Arrondissement de Barnim
Pour l’article homonyme, voir Barnim.
L'arrondissement de Barnim est un arrondissement  ("Landkreis" en allemand) du Brandebourg  (Allemagne).
Son chef lieu est Eberswalde. Il se situe en partie sur le plateau de Barnim.

## Villes, communes & communautés d'administration
(nombre d'habitants en 2006)
| Städte ¹ amtsangehörige Städte 1. Bernau bei Berlin (35 859) 2. Biesenthal (5 637) ¹ 3. Eberswalde (41 396) 4. Joachimsthal (3 357) ¹ 5. Oderberg (2 348) ¹ 6. Werneuchen (7 902) Amtsfreie Gemeinden 1. Ahrensfelde (13 006) 2. Panketal (19 172) 3. Schorfheide (10 331) 4. Wandlitz (21 065) | Ämter et communes membres 1. Biesenthal-Barnim (11 826) 1. Biesenthal, ville (5 621) 2. Breydin (861) 3. Marienwerder (1 771) 4. Melchow (901) 5. Rüdnitz (1 767) 6. Sydower Fließ (889) 2. Amt Britz-Chorin-Oderberg (5911) 1. Britz (2 250) 2. Chorin (2 510) 3. Hohenfinow (513) 4. Liepe (772) 5. Lunow-Stolzenhagen (1 234) 6. Niederfinow (638) 7. Oderberg, ville (2 348) 8. Parsteinsee (542) 3. Amt Joachimsthal (Schorfheide) (5 457) 1. Althüttendorf (719) 2. Friedrichswalde (902) 3. Joachimsthal, ville (3 357) 4. Ziethen (479) |